# SUPER STUPID
SUPER STUPID（スーパー・ステューピッド）は、日本のスリーピースロックバンド。1994年に結成。1999年活動停止。
新日本プロレスの棚橋弘至が入場曲に「DO IT MY SELF」を使用していた。今でも、新日本プロレスの別ブランド興行にて使用している。
ドラムのHIROSHI加入までは、Hi-STANDARDの恒岡章がサポートドラマーとして参加していた。（1stアルバムより以前の音源は全て恒岡が演奏）

## メンバー
- 市川 昌之（Ba.,Vo.）現在はソロミュージシャンLOW IQ 01として活動中。2007年から2015年までavex傘下のcutting edgeに所属し、その後自主レーベルを立ち上げる。
- 大高 知晃（Vo.,Gt.） 現在はソロ・アーティスト「大高ジャッキー」として活動中。
- 佐藤 浩（Dr.）（ex.COCOBAT、GRUBBY、COKEHEAD HIPSTERS）現在、DJ HIROTHとして活動中。

## バイオグラフィー
- 1994年にLOW IQ 01と大高ジャッキーが結成。2枚のアルバムをリリースし「Don't forget our youth」は、インディーズからのリリースでありながら、オリコン初登場38位を記録した。中でも「サドゥ」では、90チャンネルのオーバーダビングを行い、インド音楽やサンプリングを積極的に取り入れ、メロコアの域を大きく超えた。レコーディングは「WHAT A HELL'S GOING ON?」のミックスダウンを除いて、全てIllicit Tsuboiが担当。

- 2011年に大高が自身のブログに、自らが死去したなどとする虚偽の内容を投稿し、炎上状態となる。のちに、同じくブログ上で、睡眠薬の乱用が原因であったなどと釈明したうえで、謝罪の投稿を行った。

- 2015年11月14日に、幕張メッセで行われたBRAHMANの結成20周年イベント「尽未来際」にシークレット出演し、MCにて前述の騒動を謝罪。1日限りの復活ライヴを2万5千人の前で行った。この日をもって16年間の活動休止にピリオドを打ち、正式に解散した。

## ディスコグラフィー

### アルバム
- WHAT A HELL'S GOING ON（1996年10月21日）ソニーレコードより発売。
  1. WHAT A HELL'S GOING ON?
  2. STOMP!STOMP!STOMP!
  3. ROCK STAND
  4. RIGHT OR LEFT
  5. DO IT MY SELF
  6. GOOFY MAN
  7. DISCO
  8. I GET GOOD SUNDAY
  9. 風見鶏
  10. SILVER JET
  11. SUPER STUPID II
  12. BULLETS OF TRUTH with KING GIDDRA
  13. ビブーティー
- DON'T FORGET OUR YOUTH（1998年5月5日　-2000年3月1日再発）PIZZA OF DEATHより発売。
  1. C & U
  2. ROCK OF TRUTH
  3. SPORTS CAR
  4. FAILURE TEACHES SUCCESS
  5. WHAT'S BORDERLESS?
  6. SADHU
  7. secret track

### その他
- SPLIT 「PULL UP FROM THE UNDERGROUND」w/YOUNG PINE(Hi-STANDARD+COKEHEAD HIPSTERS)（1995年）
  1. SUPER STUPID
  2. SOLDIER
  3. GAS BAG
  4. I HAVE SO MANY FUCKIN' TIME
  5. OLD IS NEW
- SPLIT「PULL UP FROM THE UNDERGROUND」(SUPER STUPID & 四街道ネイチャー + DBX & DJ YUTAKA)（1995年）
  1. 夢遊人(ORIGINAL)
  2. 夢遊人(INSTRUMENTAL)
- オムニバス「ULTIMATE FAST BEATS」(1995年)
  1. WHAT'S BORDERLESS?
- オムニバス「底引重圧九割」(1996年) 再発（1998年3月25日）

6.SOLDIER（SUPER STUPID）
11.夢遊人（SUPER STUPID&四街道ネイチャー）
17.SUPER STUPID（SUPER STUPID）
- アルバム「SKYNuts」/ かせきさいだぁ≡ (1997年)

2.SKYNuts(演奏、アレンジ)
- オムニバス「ワープCD」（1999年4月21日）
  1. WHAT A HELL'S GOING ON?